# 2785 Sedov
2785 Sedov је астероид главног астероидног појаса са средњом удаљеношћу од Сунца која износи 2,874 астрономских јединица (АЈ).
Апсолутна магнитуда астероида је 12,2.